# Nola pumila
Nola pumila là một loài bướm đêm thuộc họ Nolidae. Nó được tìm thấy ở khu vực nhiệt đới Ấn-Úc, bao gồm Trung Quốc (Thượng Hải), Đài Loan, Sikkim, Assam, Ấn Độ, Myanmar, Sulawesi và New Guinea.
Ấu trùng ăn quả của các loài Shorea và có thể là hoa của các loài Dryobalanops dù điều này có thể đề cập đến một loài liên quan.

## Hình ảnh

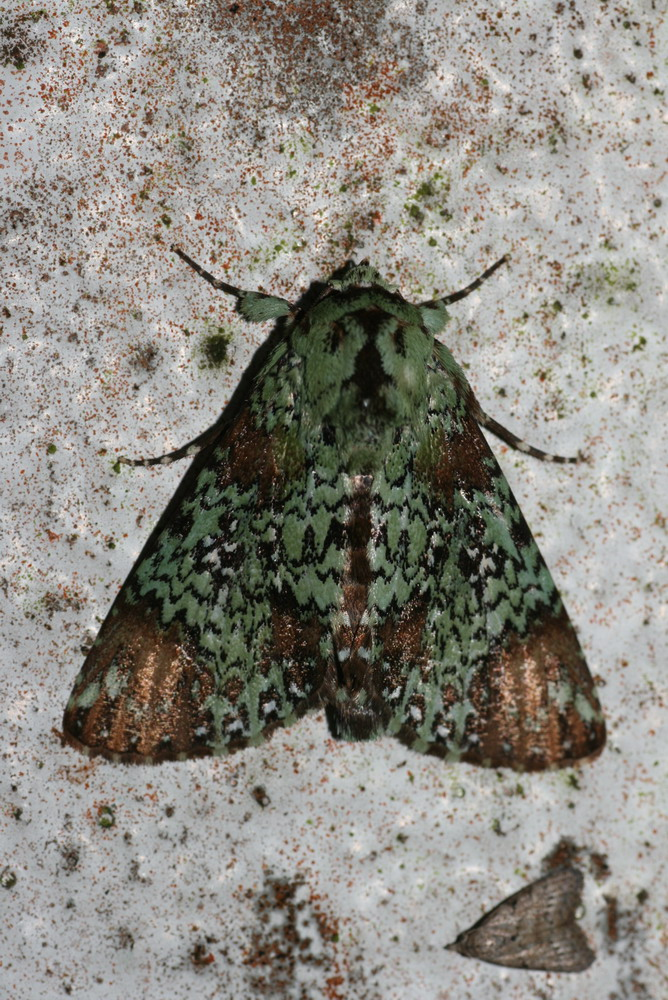